# Ernest (Pennsylvania)
Ernest è un comune (borough) degli Stati Uniti d'America, situato nello stato della Pennsylvania, nella contea di Indiana.